# Рамирес, Джей Ар
Джей Ар Рамирес (англ. J.R. Ramirez, род. 8 октября 1980, Матансас, Куба) — американский актёр кубинского происхождения. Наиболее известен ролью детектива Джареда Васкеза в сериале «Манифест» производства NBC/Netflix. Также он снимался в роли Хулио в сериале канала Starz «Власть в ночном городе» и в роли Оскара Арочо в сериале Netflix / Marvel Studios «Джессика Джонс». Рамирес также играл Теда Гранта/Уайлдкэта в третьем сезоне сериала «Стрела».

## Биография
Рамирес родился в Матансасе, Куба. Когда он был ребёнком, его семья переехала в Соединенные Штаты, в Тампу, штат Флорида.

## Карьера
Рамирес играл роль второго плана в первом сезоне «Власть в ночном городе», а во втором сезоне его повысили до главной роли. Затем он неоднократно появлялся в роли Теда Гранта / Уайлдкэта в третьем сезоне сериала «Стрела», прежде чем присоединиться к актёрскому составу второго сезона сериала «Джессика Джонс» в роли Оскара Арочо. В феврале 2018 года Рамирес получил главную роль детектива Джареда Васкеза в сериале NBC «Манифест».

## Фильмография
| Год       |     | Русское название       | Оригинальное название        | Роль                   |
| --------- | --- | ---------------------- | ---------------------------- | ---------------------- |
| 2008—2010 | с   | Дом семейства Пэйн     | Tyler Perry's House of Payne | Диего Эрнандес         |
| 2010      | с   | Хасиенда-Хайтс         | Hacienda Heights             | Эдди мл.               |
| 2012      | с   | Благочестивые стервы   | GCB                          | До-До                  |
| 2013      | ф   | Коалиция               | The Coalition                | Лонзо Рамирес          |
| 2013      | с   | 90210: Новое поколение | 90210                        | Билли                  |
| 2013      | с   | Доктор Эмили Оуэнс     | Emily Owens M.D.             | Доктор А. Дж. Акино    |
| 2014—2015 | с   | Стрела                 | Arrow                        | Тед Грант / Уайлдкэт   |
| 2014—2017 | с   | Власть в ночном городе | Power                        | Хулио                  |
| 2016      | с   | Роузвуд                | Rosewood                     | Фрэнк Эскахеда         |
| 2016      | кор | Правила девочек        | Girls Rule                   | студент                |
| 2017      | ф   | Красный                | Red                          | в роли самого себя     |
| 2017      | ф   | Солнечные псы          | Sun Dogs                     | Штаб-сержант Кендрик   |
| 2018—2019 | с   | Джессика Джонс         | Jessica Jones                | Оскар Арочо            |
| 2018—2023 | с   | Манифест               | Manifest                     | Детектив Джаред Васкес |
| 2019      | ф   | Кампания               | Campaign                     | Зак / Zach             |
| 2020      | ф   | Ленивая Сьюзан         | Lazy Susan                   | Карл 'Койот Карл'      |